# Joy-Maria Frederiksen
Joy-Maria Frederiksen (født 21. maj 1964) er en dansk skuespillerinde, der er uddannet fra Statens Teaterskole. I tv har man kunnet se hende i serierne Jeg ville ønske for dig, TAXA, Pas på mor, Hvide løgne, Krøniken og Forbrydelsen.

## Privat
Hun har siden 1992 været gift med skuespillerkollegaen Niels Olsen. Sammen har de en datter.

## Filmografi
| År   | Titel                    | Rolle                     | Noter |
| ---- | ------------------------ | ------------------------- | ----- |
| 1991 | De nøgne træer           | Ingelise                  |       |
| 1993 | Roser & persille         | Brud                      |       |
| 1997 | Royal blues              |                           |       |
| 1998 | Baby Doom                | Margit fra børnehaven     |       |
| 2001 | Mistænkt (spil)          | Nina Søgård               |       |
| 2001 | Kuren                    |                           |       |
| 2001 | En kort en lang          | Veninde                   |       |
| 2002 | Min søsters børn i sneen | Elisabeth, Irenes veninde |       |
| 2003 | En som Hodder            | Filips mor                |       |
| 2004 | Helligtrekongersaften    |                           |       |
| 2006 | Drømmen                  | Ibens mor                 |       |
| 2007 | Vikaren                  | Lottes mor                |       |
| 2014 | Kapgang                  | Kristines mor             |       |

### Tv-serier
| Tv-serie                | Periode   | Noter                             |
| ----------------------- | --------- | --------------------------------- |
| Parløb                  | 1990-1992 | Episode 5                         |
| Jeg ville ønske for dig | 1995      | Episoderne 1, 2, 3, 4, 5, 6, 7, 8 |
| TAXA                    | 1997-1999 | Episode 10                        |
| Pas på mor              | 1998      | Episoderne 1, 3, 5, 6, 10         |
| Hvide løgne             | 1998-2001 |                                   |
| Krøniken                | 2003-2006 | Episoderne 12, 14, 20             |
| Forbrydelsen            | 2007-2008 | Episoderne 4, 5, 16               |
| Borgen                  | 2010-2013 | Episode 20                        |